# 7807 Grier
7807 Grier este un asteroid din centura principală, descoperit pe 30 septembrie 1975, de Schelte Bus.